# 米勒灣
米勒灣（英語：Müller Crest），是南極洲的海灣，位於毛德皇后地的阿斯特里德公主海岸，屬於奧爾萬山脈中菲爾希納山脈的一部分，海拔高度2,620米，現時由南極條約體系管理。